# Список умерших в 1369 году

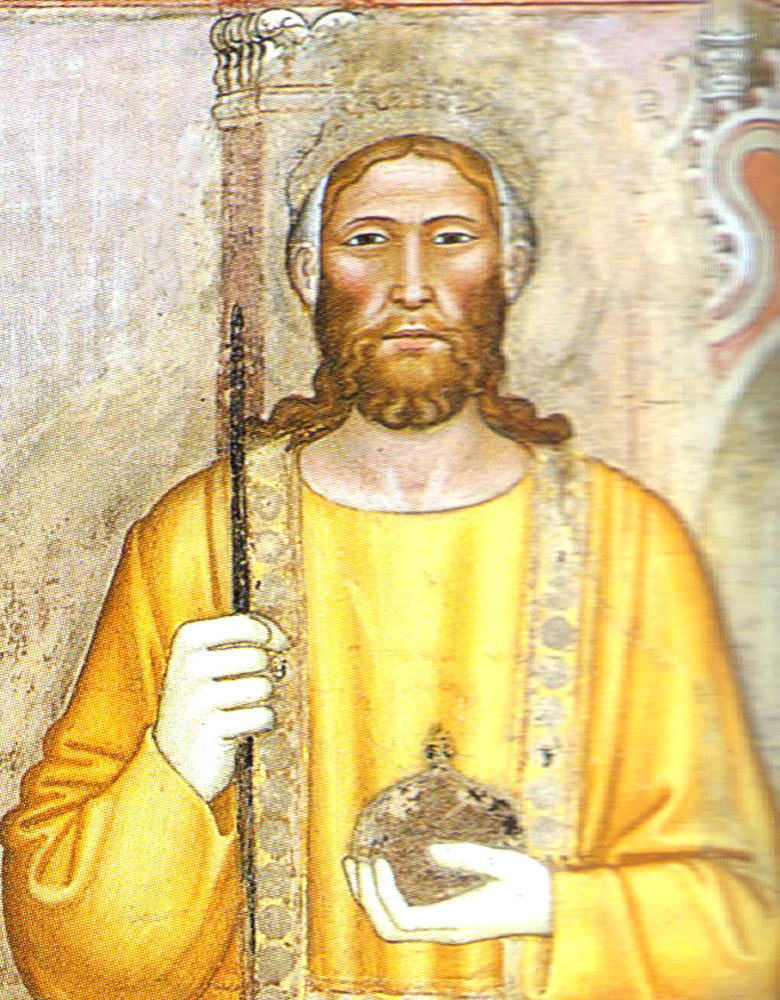
Пьер I де Лузиньян

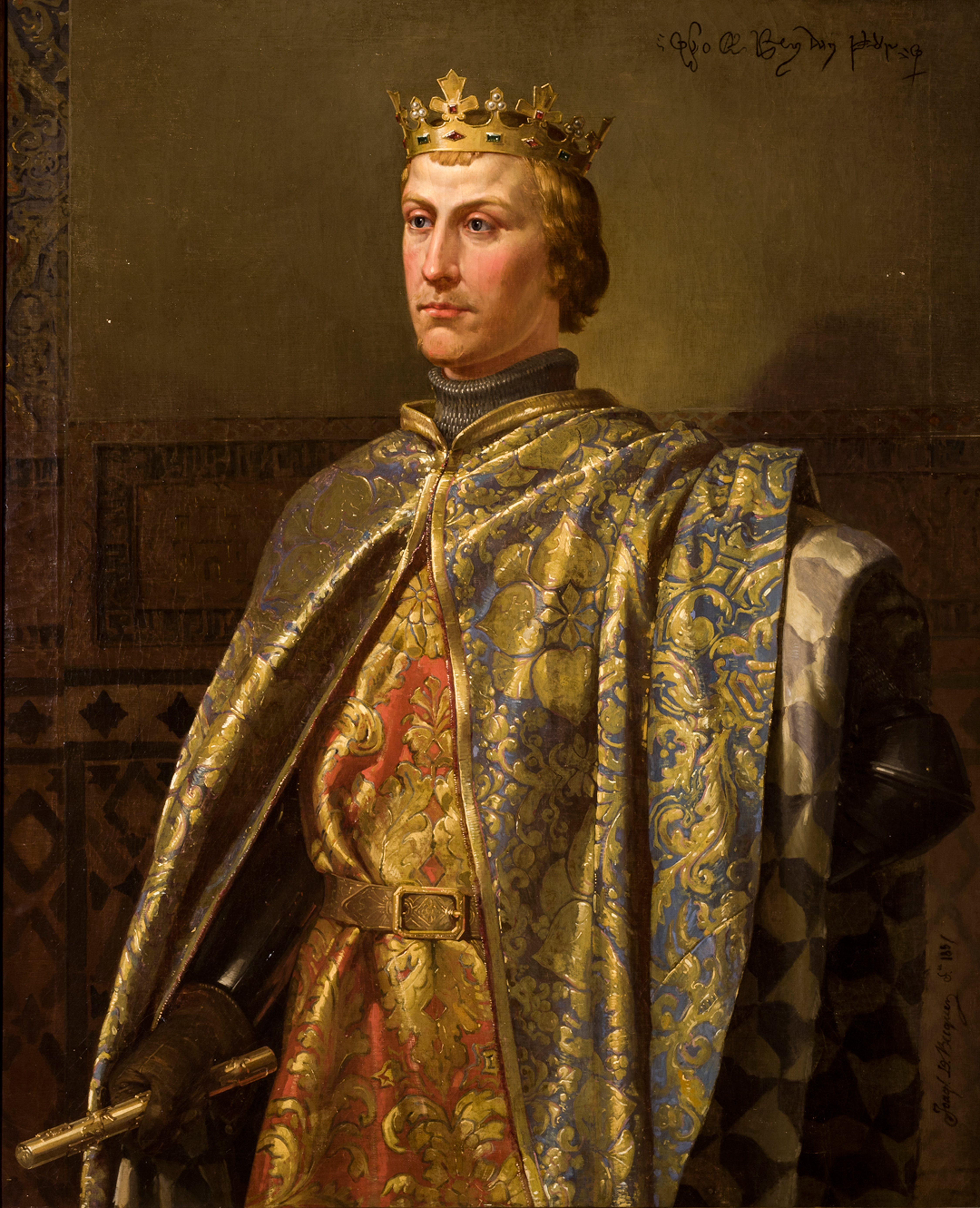
Педро I Жестокий или Справедливый

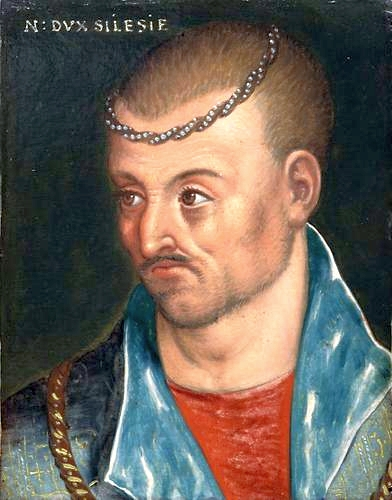
Генрих V Железный

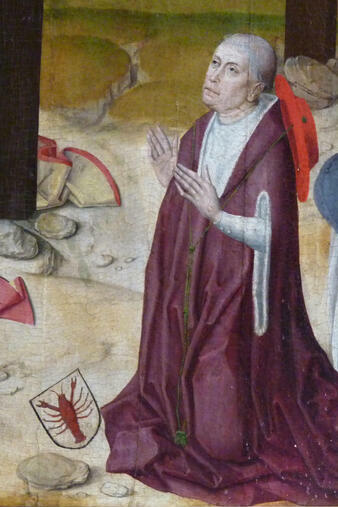
Николай из Отрекура

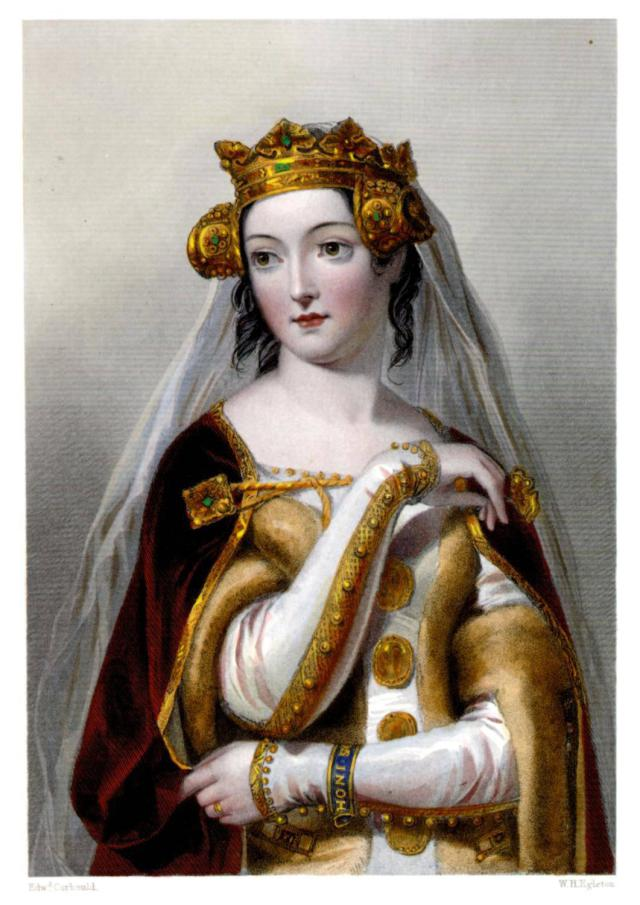
Филиппа Геннегау

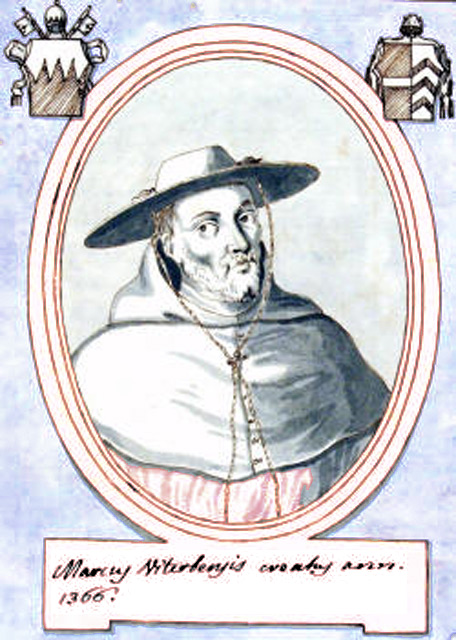
Марко де Витербе

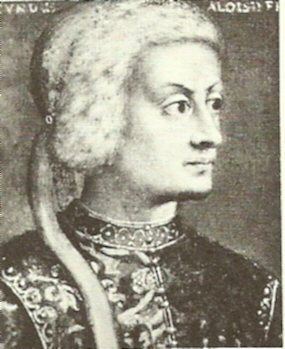
Гвидо Гонзага

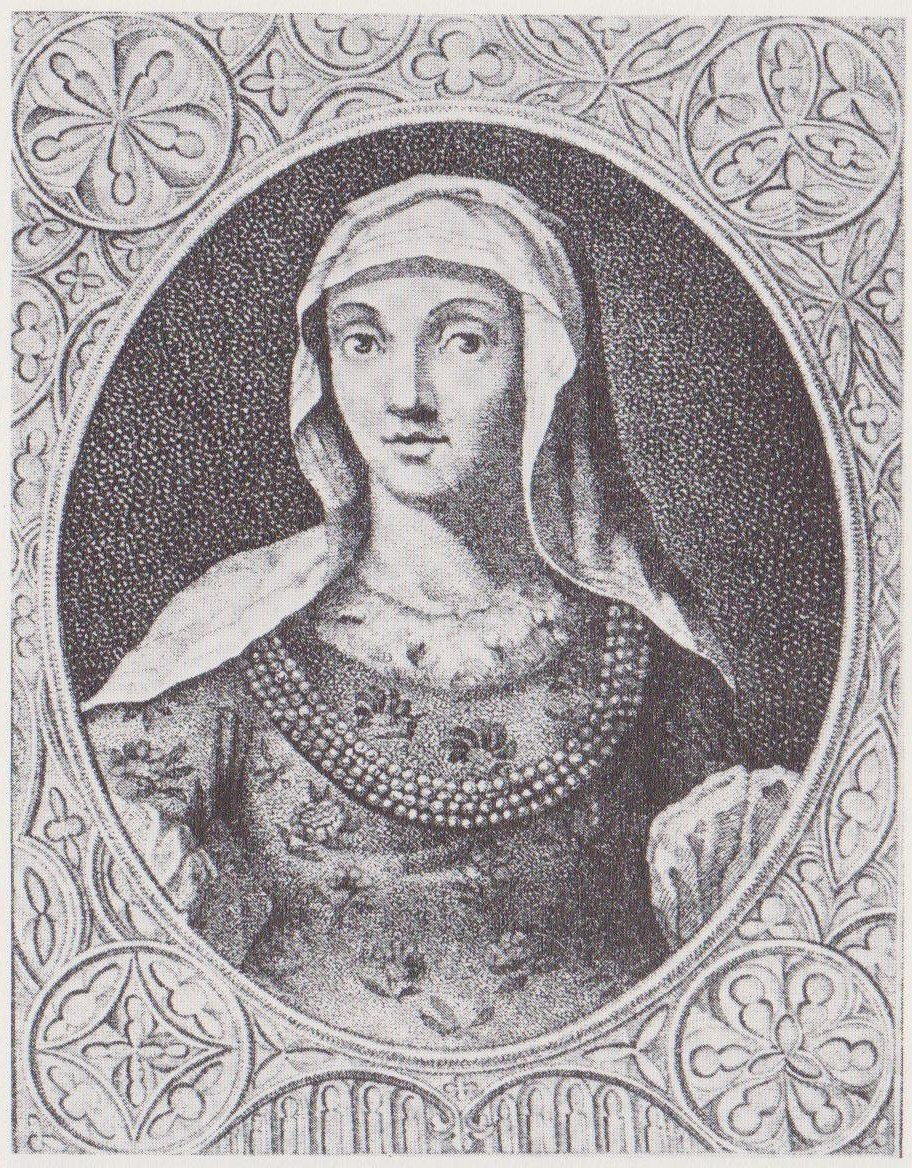
Маргарита Маульташ

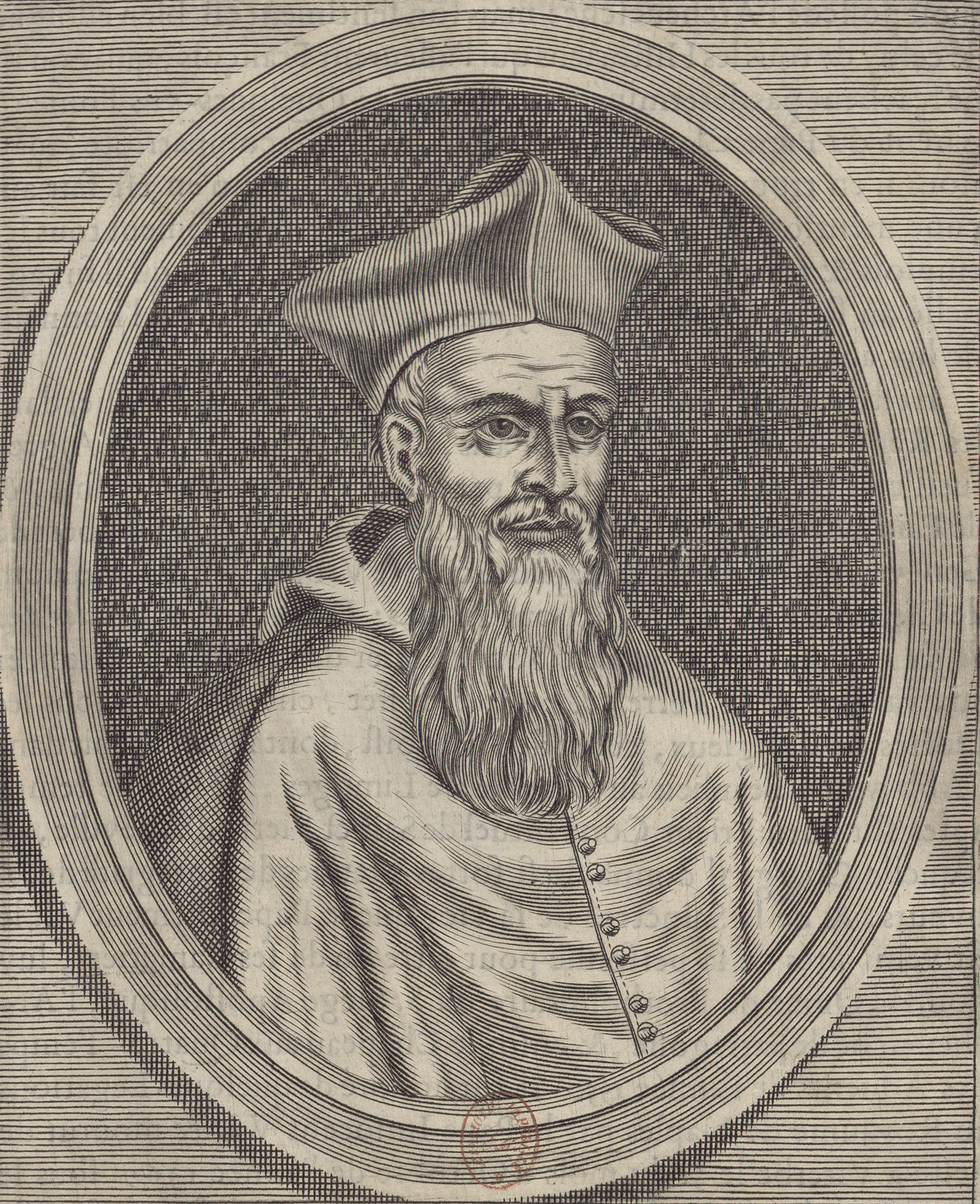
Гильом д'Эгрефёй Старший

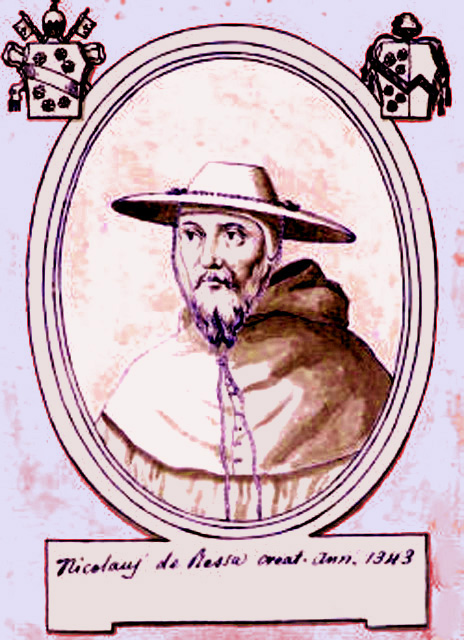
Николас де Бессе

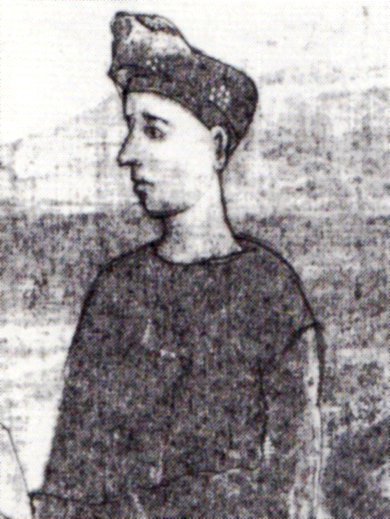
Вильгельм II

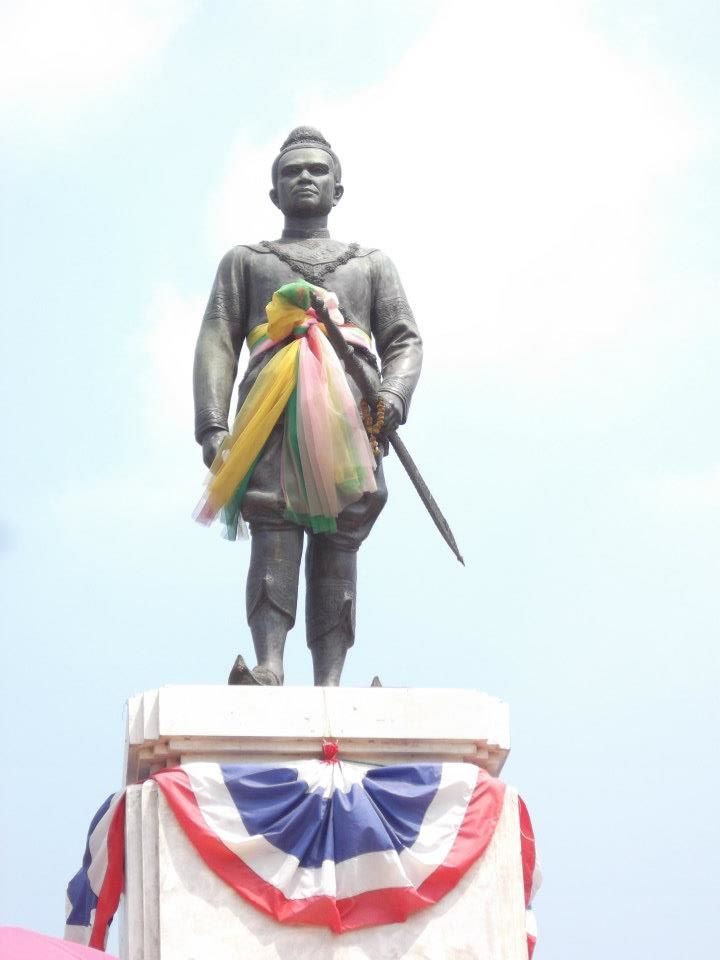
Раматхибоди I

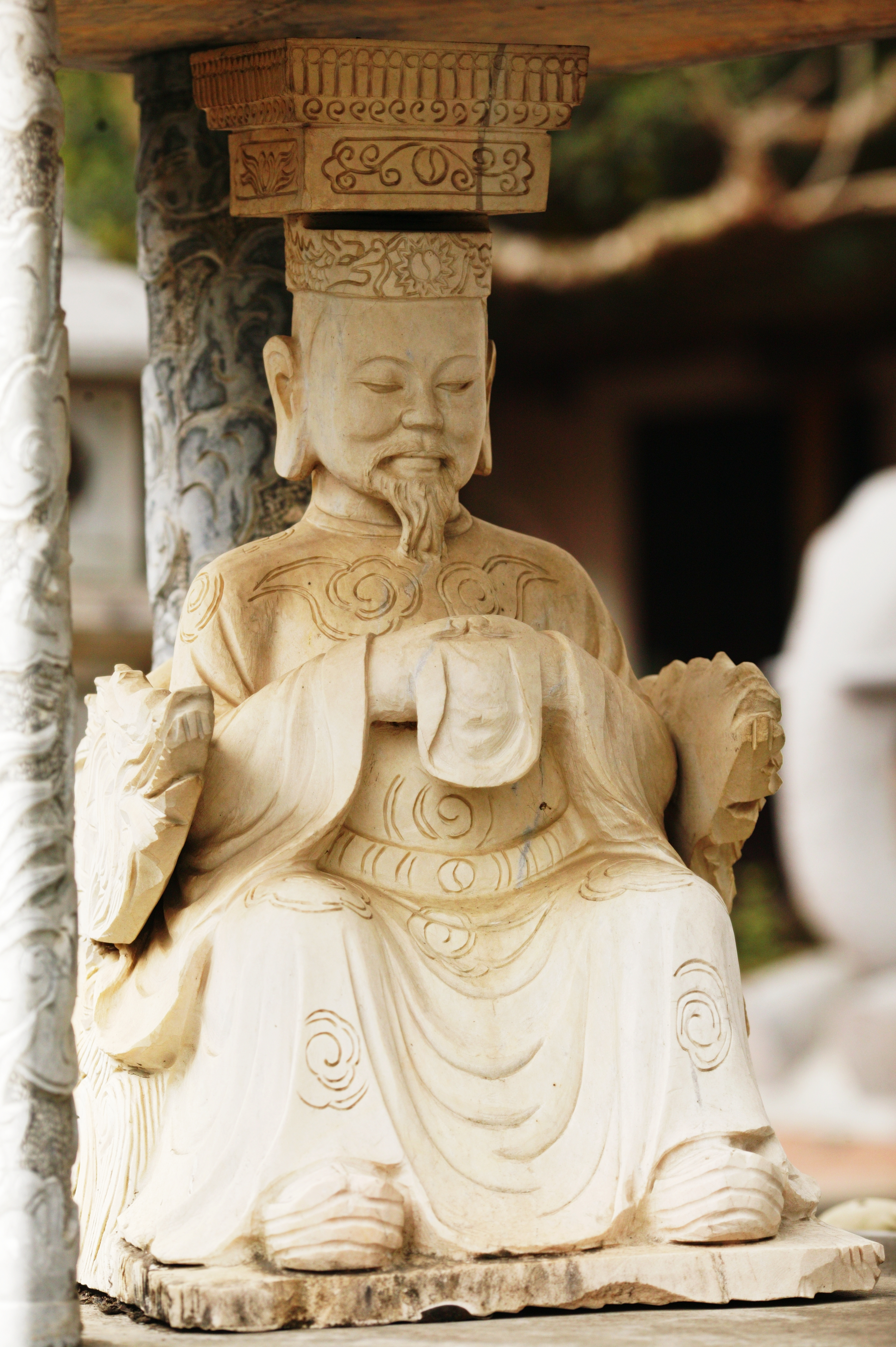
Чан Зу Тонг

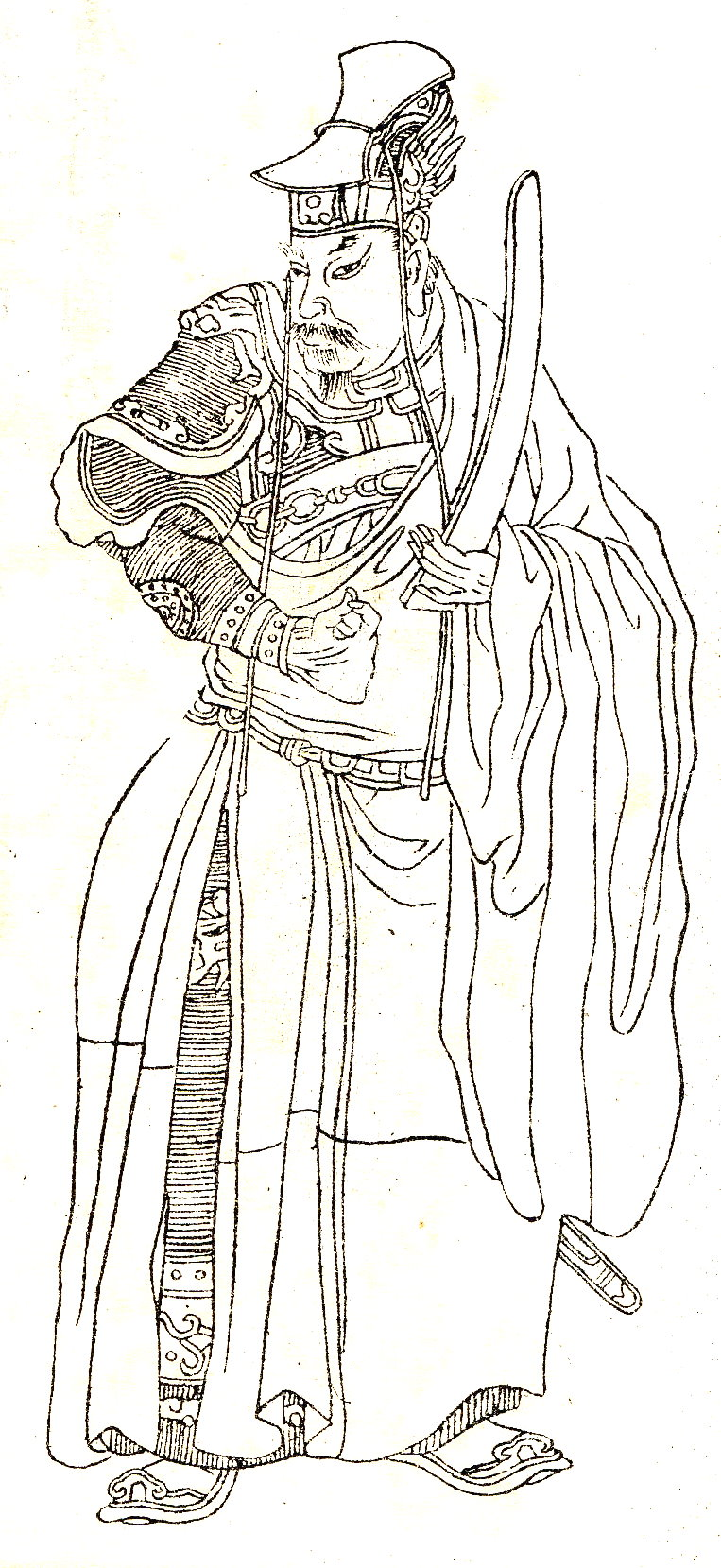
Чан Юйчунь

В этой статье представлен список известных людей, умерших в 1369 году.
См. также: Категория:Умершие в 1369 году.

## Январь
- 17 января — Пьер I де Лузиньян (40) — Король Иерусалима и Кипра (1358—1369); убит своими рыцарями, которых оскорбил.

## Февраль
- 17 февраля — Жанна де Форе — дофина-консорт Оверни и графиня-консорт Клермона (1357—1369), жена Беро II

## Март
- 7 марта — Майкл Пойнингс — первый барон Пойнингс (1337—1369).
- 17 марта — Ибн Джатима[исп.] — андалузский врач, поэт и философ
- 23 марта — Педро I Жестокий или Справедливый (34) — король Кастилии и Леона (1350—1366, 1367—1369); убит сводным братом Энрике II.

## Апрель
- 5 апреля — Бартоломью Бергерш — английский дворянин и военачальник, 2-й барон Бергерш (1355—1369), один из рыцарей-основателей ордена Подвязки.
- 13 апреля — Генрих V Железный — князь Жаганьский (1342—1369), князь Глогувский (1349—1369), князь Сцинавский (1363—1369).

## Май
- 7 мая — Симон де Буси[фр.] — первый председатель Парижского парламента (1341—1369)
- 11 мая — Аманье д’Ортиг[англ.], французский капитан наёмников во время Столетней войны, руководитель одной из 30 банд Тард-Венус; казнён по приказу графа Анжу
- 23 мая — Льюис де Чарлтон[англ.] — епископ Херефорда (1361—1369)
- 25 мая — Чан Зу Тонг[англ.] — император Вьетнама из династии Чан (1341—1369)

## Июнь
- 24 июня — Йошт I из Рожмберка, чешский аристократ из панского рода Рожмберков, высочайший коморник Чешского королевства (1347—1352).
- Вацлав Немодлинский — князь Немодлинский (1362/1365—1369) вместе с братьями Болеславом II и Генрихом, князь глогувецкий (1362/1365—1369), князь прудницкий (1365—1369), князь гливицкий (1364—1369)

## Июль
- 13 июля — Иоанн X[англ.] — патриарх Коптской православной церкви (1363—1369).
- 15 июля — Джон де Грандисон — епископ Эксетера (1327—1369), 3-й барон Грандисон (1358—1369).
- 16 июля — Николай из Отрекура — французский философ, схоласт.
- 25 июля — Генри Бомонт, английский аристократ, 3-й барон Бомонт (1342—1369).

## Август
- 4 августа — Кэтрин Мортимер — графиня-консорт Уорик (1328—1369), жена Томаса де Бошана, 11-го графа Уорик
- 6 августа — Генри Грин[англ.] — Лорд главный судья Англии и Уэльса (1361—1365)
- 8 августа — Томас Перси — епископ Нориджа[англ.] (1355—1369).
- 9 августа — Чан Юйчунь — военачальник династии Мин, сподвижник Чжу Юаньчжана, внёсший большой вклад в создание империи Мин.
- 13 августа — Роберт Скейлз — 3-й барон Скейлз (1324—1369).
- 14 августа — Уильям ле Ботеллер, английский аристократ, 3-й барон Ботелер из Уэма (1361—1369).
- 15 августа — Филиппа Геннегау (55) — дочь графа Эно (Геннегау), Голландии и Зеландии Вильгельма I де Эно, королева-консорт Англии (1328—1369), жена Эдуарда III.

## Сентябрь
- 4 сентября — Марко де Витербе[фр.] — генеральный министр ордена францисканцев (1359—1366), кардинал-священник Santa Prassede (1366—1369)
- 22 сентября — Гвидо Гонзага — кондотьер, народный капитан Мантуи (1360—1369).
- 29 сентября — Этьенн Обер ле Жён[фр.] — епископ Каркассона (1361), кардинал-дьякон Санта-Мария-ин-Аквиро (1361—1368), кардинал-епископ Сан-Лоренцо-ин-Лучина (1368—1369).
- 30 сентября — Джоан де Люси, английская аристократка, 4-я баронесса Люси в своём праве (suo jure) (1368—1369).

## Октябрь
- 3 октября — Маргарита Маульташ — графиня Тироля (1335—1363) совместно с первым мужем Иоганном Генрихом (1335—1341), вторым мужем Людвигом V Баварским (1342—1361) и сыном Мейнгардом III (1361—1363), последняя правительница независимого Тирольского графства, маркграфиня-консорт Бранденбурга (1342—1351), герцогиня-консорт Верхней Баварии (1347—1369), как жена Людвига V Баварского
- 4 октября:
  - Вальтер II фон Хохшлиц[нем.] — князь-епископ Аугсбурга (1365—1369);
  - Гильом д’Эгрефёй Старший[фр.] — архиепископ Сарагосы (1347—1350), кардинал-священник Санта-Мария-ин-Трастевере (1350—1367), кардинал-протопресвитер (1363—1367), камерленго Коллегии кардиналов (1363—1369), кардинал-епископ Сабина-Поджо Миртето (1367—1369).
- 7 октября — Пьер де Баньяк[фр.] — епископ Кастра (1348—1368), кардинал-епископ Сан-Лоренцо-ин-Дамазо (1368—1369).
- 10 октября — Дэвид Стратбоги, англо-шотландский дворянин и титулярный 12-й граф Атолл, 3-й барон Стратбоги (1335—1369).
- 22 октября — Томас Грей — английский рыцарь и хронист, участник и летописец англо-шотландских войн и начального периода Столетней войны. Единственный известный английский рыцарь-историк XIV века.
- 29 октября — Андрон де ла Рош[фр.] — кардинал-священник Сан-Марчелло

## Ноябрь
- 4 ноября — Роберт Уффорд (71) — первый граф Саффолк (1337—1369).
- 5 ноября — Николас де Бессе[фр.] — кардинал-дьякон Санта-Мария-ин-Виа-Лата (1344—1369)
- 13 ноября — Томас де Бошан (56) — 11-й граф Уорик (1315—1369), английский военачальник во время Столетней войны, граф-маршал Англии (1343/1344—1369); умер от чумы под стенами осаждённого Кале или отравлен.
- 23 ноября — Вильгельм II — герцог Брауншвейг-Люнебурга, князь Люнебурга (1330—1369)

## Декабрь
- 8 декабря — Конрад Вальдхаузен[нем.] — один из первых предвестников гуситов в Чехии и главный проповедник морали позднего средневековья.
- 28 декабря:
  - Ян I[англ.] — сеньор Эгмонта (1321—1369);
  - Фромхольд Фюнфгаузен — рижский архиепископ (1348—1369).
- 31 декабря — Джон Чандос, английский рыцарь, полководец и придворный, виконт Сен-Совер-ле-Виконт в Котантен, констебль Аквитании, сенешаль Пуатье; убит в стычке с французами.
- Пьер Фабри I[фр.] — епископ Рьеза (1352—1369).

## Дата неизвестна или требует уточнения
- Аарон бен Элиа — караимский богослов XIV века.
- Абу Исхак Ибрахим II аль-Мустансир — халиф хафсидов в Ифрикии (1350—1369)
- Агнес, графиня Данбар («Чёрная Агнес») — шотландская аристократка, дочь Томаса Рэндольф , 1-го графа Морей, графиня Морей, графиня-консорт Данбар и графиня-консорт Марч (1324—1369), жена Патрика V, графа Марч, известная благодаря героической обороне замка своей семьи, предпринятой в ходе атаки на него английскими захватчиками в период второй шотландской войны за независимость
- Амадей Женевский[англ.] — граф Женевы (1367—1369)
- Андреа де’ Бартоли[нем.] — итальянский художник
- Жан де Венет — французский хронист и поэт, продолжатель хроники Гийома де Нанжи, один из летописцев событий начального периода Столетней войны во Франции.
- Генрих IV — маркграф Баден-Хахберга и сеньор Кенцингена (1330—1369)
- Гийом Брагоз[фр.] — епископ Вабра (1361), кардинал-дьякон Сан-Джорджо-ин-Велабро (1361—1362), кардинал-священник San Lorenzo in Lucina (1362—1367)
- Грифид Младший II — лорд Глиндиврдуи и Кинллайт-Оуайн (1325—1369)
- Джеймс Одли[англ.] — один из рыцарей-основателей ордена Подвязки, губернатор Аквитании и великий сенешаль Пуату.
- Диего Гарсия де Падилья, кастильский рыцарь, магистр Ордена Калатравы (1355—1365) и королевский майордом (1357—1363).
- Ибн Баттута, мусульманский путешественник и купец.
- Иосиф Лазаропул — митрополит Трапезунда (1364—1367) и религиозный писатель
- Магнус I — герцог Брауншвейг-Гёттингена (1318—1345) совместно с братьями Отто и Эрнстом I, первый герцог Брауншвейг-Вольфенбюттеля (1345—1369)
- Матгамайн О’Брайен[фр.] — Король Томонда (1360—1369)
- Олджэй-хутуг — царственная супруга Тогон-Тэмура, последнего монгольского императора династии Юань в Китае и мать его наследника Аюршридары, основателя династии Северная Юань.
- Оттон II — граф Вальдека (1344—1369)
- Патрик V де Данбар — 2-й граф Марч (1308—1369), 9-й граф Данбар (1308—1369).
- Петрочино Казалеско[итал.] — епископ Торчелло (1351—1362), архиепископ Равенны (1362—1369)
- Прохор Кидон — византийский православный богослов и писатель.
- Пулад-Тимур[укр.] — хан Золотой Орды
- Раматхибоди I — первый король Аютии (Таиланд) (1350—1369).
- Робер де Манро, 6-й барон фулисский[англ.] — шотландский дворянин, первый достоверно известный глава клана Манро; убит
- Роже-Бернар — граф Перигора (1334—1369)
- Саймон Танстед[англ.] — францисканский монах, теолог, философ и теоретик музыки.
- Роберт Скейлз, английский аристократ, 3-й барон Скейлз (1324—1369).
- Франческо Таленти — итальянский архитектор и скульптор.
- Сем Тоб — испанский поэт еврейского происхождения сефардско-испанской эпохи, родоначальник афористической литературы.
- Чжоу Боци — китайский придворный поэт

## Кавалеры-основатели ордена Подвязки, умершие в 1369 году

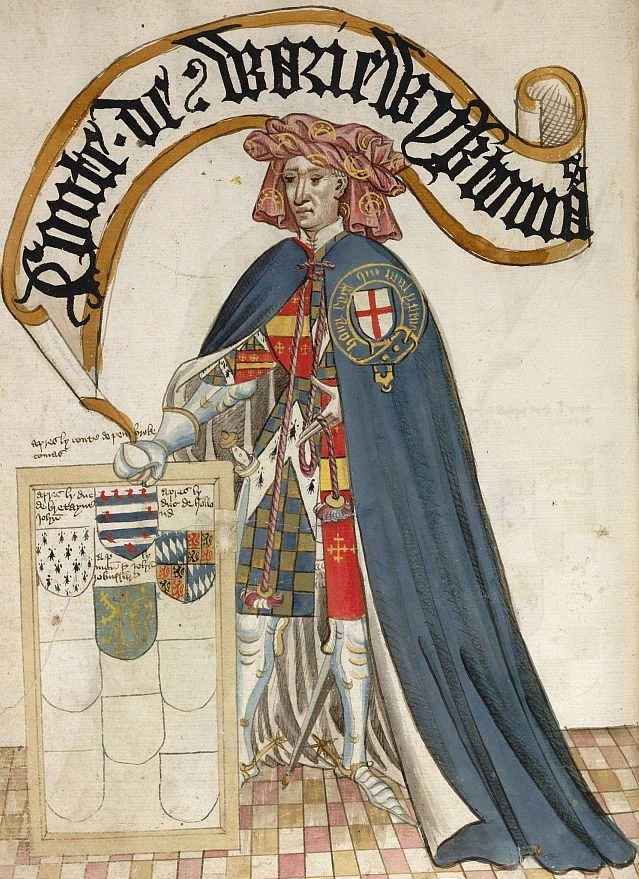
Томас де Бошан, 11-й граф Уорик
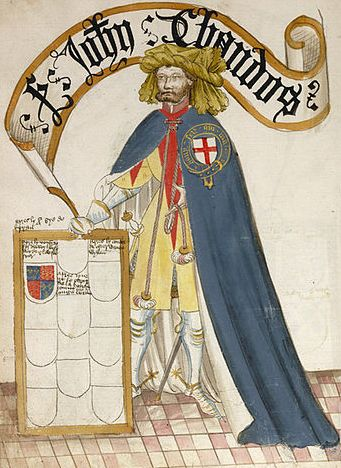
Джон Чандос
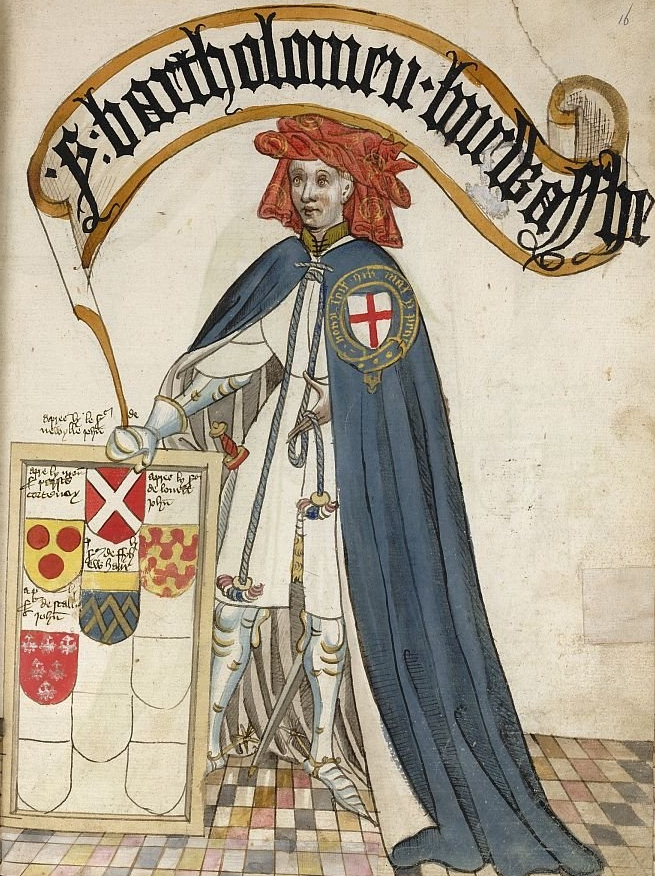
Бартоломью Бюргерш младший
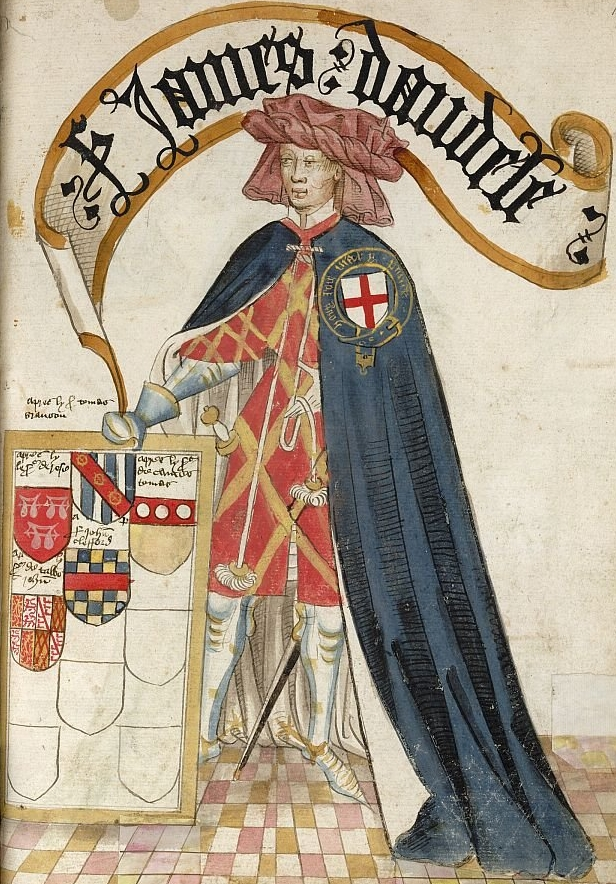
Джеймс Одли